# Bordrollespil
Bordrollespil (også kaldet "rundt om bordet", "pen and paper" eller "tabletop" ) er en form for rollespil, der har fået sin betegnelse fordi det historisk har foregået omkring et bord. Traditionelt med en spilleder (eller Game Master) til at holde rede på historiens forløb, og et antal spillere til at rollespille historiens hovedpersoner. I nyere tid er imidlertid opstået adskillige formeksperimenter og varianter af bordrollespillet, så denne model ikke længere står alene, og funktionerne som spilleder og spiller bliver flydende.
Betegnelsen bordrollespil bruges til at skelne disciplinen fra liverollespil. Hvor sidstnævnte især har sit fokus på fysisk ageren og visuelle virkemidler omkring rollespillet, så har bordrollespillet især sit fokus på det talte ord. Selvom denne skelnen er væsentlig, hører det også med til det hele billede, at mange former for rollespil er hybridformer af de to grundformer.
En anden udbredt betegnelse for bordrollespil er det engelske pen and paper, der stadig er udbredt i det meget angloficerede sprogbrug blandt rollespillere. Denne betegnelse er opstået for at skelne bordrollespil fra computerrollespil. De seneste år er den engelske betegnelse tabletop også vundet frem, det bliver ofte forkortet TTRPG eller TRPG (tabletop role-playing game).
Det humoristiske brætspil Munchkin bygger til dels på bordrollespil, ligesom bogserien Sværd og Trolddom skeler kraftigt til de klassiske bordrollespil.
Betegnelsen for en TTRPG der kan blive spillet på en enkel aften er et "Oneshot"

## Rollespilsystemer
Historisk set har bordrollespil taget udgangspunkt i et foruddefineret regelsæt, typisk i form af udgivne regelbøger, der definerer regler og miljø for et givent rollespilsystem. Det er muligt at spille rollespil uden regler eller systemer, typisk benævnt som systemløst rollespil eller regelløst rollespil. Rollespils-systemer som ikke på forhånd er tilknyttet noget bestemt miljø eller fiktiv verden (setting) betegnes også for generiske rollespil.
Nedenstående lister er ikke udtømmende:

### Danske systemer
- Med Ild og Sværd – udgivet privat af Jørn Ulf Eriksen, 1984.
- På Eventyr i Vildmarken – Forlaget Stavnsager, 1986 (1985). ISBN 87-7275-022-7
- Levende Eventyr & Fantasi (LEF) - Jacob Octavius Jarlskov, fem udgaver siden 1989.
- Viking – Bogfabrikken Fakta, 1990. ISBN 87-7771-003-7
- SmølfQuest – designet af Claus Ekstrøm m.fl; aldrig kommercielt udgivet
- Via Prudensiae – Modtryk, 1994. ISBN 87-7394-329-0
- Fusion – Høst & Søn, 2000. ISBN 87-14-19769-3
- Magi & sværd – Klematis, 2004. ISBN 87-7905-909-0
- Ulvevinter – Rollespilsforlaget, 2010. ISBN 978-87-7691-537-7
- Hinterlandet[1] - Morten Greis Petersen, 2015.
- Helteliv[2] – Jonas Begtrup-Hansen, 2020.

### Udenlandske systemer
Langt de fleste berømte udenlandske systemer er på engelsk. Kun ganske få er oversat til dansk.
Generiske systemer
- Basic Roleplaying (BRP)
- D20
- Fate
- Gumshoe
- GURPS
- Savage Worlds
- Tri-Stat dX

Fantasy
- Advanced Fighting Fantasy System (AFF)
En tidlig udgave er oversat til dansk som Sværd og Trolddom.
- Ars Magica
- Conan: Adventures in an Age Undreamed Of (Modiphius 2017)
Et af flere Conan bordrollespil.
- Dragon Age
- Drakar och Demoner
Svensk rollespil, oversat til dansk som Drager og Dæmoner.
- Dungeons & Dragons (D&D)
- Hero System
- Legend of the Five Rings
- Pathfinder
- Rolemaster
- RuneQuest
- Warhammer Fantasy Roleplay

Horror
- Blades in the Dark
- Call of Cthulhu (CoC)
- Kult
- Vampire: The Masquerade

Science fiction
- Apocalypse World
- Castle Falkenstein
- Cyberpunk 2020
- Gamma World
- Mutants & Masterminds
- Numenera
- Paranoia
- Shadowrun
- Traveller

Andre genrer
- Boot Hill
- Deadlands
- Exalted
- Mercenaries, Spies and Private Eyes
- The Dresden Files

Der findes også rollespilssystemer til flere velkendte fantasiuniverser, herunder Tolkiens Middle Earth, Star Wars, Star Trek og Marvel Super Heroes for blot at nævne nogle stykker.

## Rollespilmiljøet i Danmark
Danmark har et aktivt rollespilmiljø, der primært udspiller sig i rollespilklubber og -foreninger, samt på rollespilkongresser.

### Foreninger i Danmark
Danmarks første rollespilforening, Forenede Brætspillere i Odense (FBO), blev oprettet i 1981. De fleste foreninger er samlet under landforeningen bifrost som er under DUF.
Udvalgte foreninger:
- FBO (1981-?, Odense)
- Avalon Game Club (1983-, Silkeborg)
- Fasta (1985-2003, Aarhus) – stiftere af rollespilkongressen Fastaval. Efterfulgt af foreningen Alea.
- TRC - Taastrup Rollespilsklub (1986-, Taastrup)
- TRoA (1989-, Aalborg) – The Realm of Adventurers
- Avalon (København) – sammensmeltning af foreningerne Eventyrernes Kreds og Erebor
- Grotten (1996-, Århus)
- Fantastica Frederikshavn Rollespilsforening (2003-, Frederikshavn)
- A New Hope, Hernings rolle- og liverollespilsforening (2000-, Herning)

Mindre foreninger:
- Illusions of Fantasy (1998-, København) – Denne gruppe af rollespillere arbejder gennem deres ugentlige spilleaftener også med at udvikle en hel verden – Amsentia. De sidste par år har det været muligt at spille i denne verden på VikingCon.
- Magnet (1985-, Sønderborg)

### Skoler
På en lang række ungdomsskoler er rollespil på programmet blandt mange andre aktiviteter.
I august 2006 åbnede landets første deciderede rollespils-efterskole, Østerskov Efterskole, i Hobro i Nordjylland, hvor rollespil indgår som en væsentlig del af undervisningen og dagligdagen på skolen. Skolen er startet af rollespillere.

### Kongresser i Danmark
Den første rollespilkongres i Danmark, eller con, som det betegnes i miljøet, var 1. Copenhagen Gamecon i 1982. Kongressen er blevet afviklet hvert år derefter under navnet Viking-Con.
Kongresserne, der normalt er non-profit-arrangementer, byder typisk på et program bestående af en række bordrollespil-scenarier, eventuelt suppleret af brætspil, figurspil, samlekortspil, liverollespil og relaterede arrangementer.
Viking-Con og Fastaval er landets to største kongresser, med henholdsvis omtrent 800 og 600 deltagere hvert år, men udover dem findes der en række mindre kongresser. I Danmark bliver der afholdt omtrent ti kongresser årligt. 
Udvalgte kongresser:
- Fastaval (1986-) – Århus, afholdes i påsken
- Orkon (1997-2006) – Odder/Århus, afholdes i Kristi Himmelfartsferien
- Spiltræf (1985-2000) – Odense
- TRoA Con (1990-) – Aalborg
- Viking-Con (1982-) – København, afholdes første weekend i skolernes efterårsferie

### Nævneværdige danske rollespilforfattere
- Alex Uth
- Claus Raasted
- Dennis Gade Kofod
- Malik Hyltoft
- Merlin P. Mann
- Palle Schmidt
- Mette Finderup